# Argilos (Makedonien)

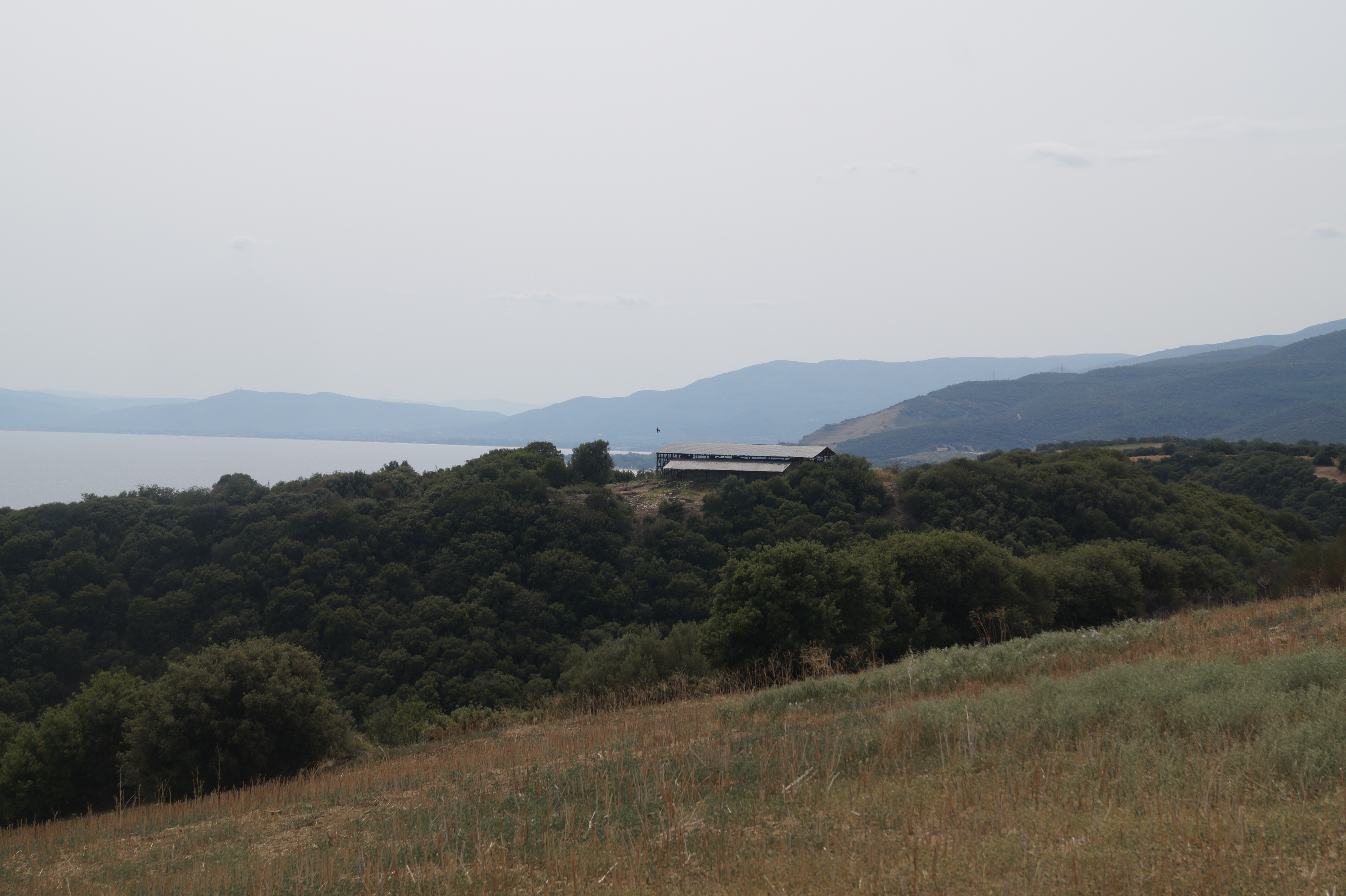
Akropolis von Argilos

Argilos (griechisch Άργιλος = Lehm) war eine antike Hafenstadt in Makedonien im Distrikt Bisaltia etwa 2,8 km westlich der Mündung des Strymon. Sie lag zwischen Bromiskos und Amphipolis am Strymonischen Golf. Etwa 500 m östlich liegt der moderne Ort Sykia. Nur etwa 100 m nördlich der Akropolis verläuft die Aftokinitodromos 2.

## Geschichte
Mitte des 8. Jahrhunderts v. Chr. wurde der Ort erstmals durch Thraker besiedelt. 655/654 gründeten die Bewohner von Paros hier eine Kolonie, um Holz- und Erzvorkommen in der Gegend zu verschiffen. Sie war somit die erste Kolonie in dieser Gegend. Es wurden keine Spuren einer gewaltsamen Übernahme festgestellt. Man geht deshalb davon aus, dass dies friedlich verlief und Griechen neben Thrakern in Argilos lebten. Etwa Mitte des 6. Jahrhunderts v. Chr. verschwindet die thrakische Keramik vollständig. Vermutlich hatten die Thraker zu dieser Zeit die griechische Lebensweise übernommen. In dieser Zeit erlebte die Stadt auch ihre höchste Blüte, hatte etwa 6.000 bis 9.000 Einwohner und war durch eine Mauer befestigt. Sie gründete im letzten Viertel des 6. Jahrhunderts v. Chr. die Städte Kerdylion und Tragilos. Um 500 v. Chr. wurde die Stadt vermutlich durch die Perser unter Dareios I. zerstört, aber im Anschluss wieder aufgebaut. 480 v. Chr. zog Xerxes I. mit seinem Heer an der Stadt vorüber. Nach den Perserkriegen wurde die Stadt Mitglied im Attischen Seebund. Anfangs zahlte sie 9.000 Drachmen Tribut. Bis 446/445 v. Chr. sank dieser Beitrag auf 1.000 Drachmen. Die Stadt blieb aber unabhängig, wie eine Inschrift im Asklepion von Epidauros bezeugt. Sie prägte auch eigene Münzen.
Thukydides berichtet, dass ein Argilier der Geliebte des spartanischen Feldherrn Pausanias war, den er im Jahre 467 v. Chr. als Bote für Geheimverhandlungen mit Xerxes I. einsetzte. Er wurde mit einem Brief an Artabazos I. entsendet. Der Argilier wunderte sich jedoch, dass nie ein Bote zurückkehrte, öffnete den Brief und fand eine zusätzliche Nachricht, die besagte, dass der Überbringer des Briefes getötet werden sollte. Aus diesem Grund lockte er Pausanias in eine Falle. Nachdem er seine Verschwörung gegen Sparta zugegeben hatte und dies Zeugen heimlich mithörten, flüchtete Pausanias in ein Heiligtum, wo er belagert wurde und schließlich verhungerte.
Nach der Gründung des nahegelegenen Amphipolis im Jahre 437 v. Chr. verlor Argilos an Bedeutung. Einige Bewohner übersiedelten deshalb dorthin. Als 424 v. Chr. der Spartaner Brasidas gegen Amphipolis zog, schlossen sich die Argilier ihm an, um die Rivalin zu schwächen. Auch die Argilier, die inzwischen in Amphipolis wohnten, befürworteten die Übergabe der Stadt an Brasidas, so dass dieser sie ohne Kampf einnehmen konnte. Nach dem Nikiasfrieden im Winter 422/421 v. Chr. zahlte Argilos weiter Beiträge an Athen, obwohl es unabhängig und nicht mit ihm verbündet war. Im letzten Viertel des 5. Jahrhunderts v. Chr. wurde Argilos seinerseits zerstört, möglicherweise von Amphipolis, das nun wieder eigenständig war und sich für die Einnahme rächte. Allerdings wurde die Siedlung sofort wiedererrichtet. 357 v. Chr. wurde der Ort von Philipp II. zerstört und das Territorium in den Besitz eines seiner Hetairoi übergeben. Die Stadt wurde nie wieder aufgebaut. Nur auf der Akropolis gab es von etwa 350 bis 200 v. Chr. noch einige Gebäude. Hierbei handelte es sich um ein Herrenhaus mit Olivenmühle, einem öffentlichen und weiteren kleineren Gebäuden.

## Erforschung
Paul Perdrizet besuchte 1894 Makedonien und identifizierte als erster den 80 m hohen Hügel Palaiokastro mit dem antiken Argilos. 1930 kamen Paul Collart und Pierre Devambez nach Argilos. 1976 wurde ein Friedhof östlich bei Sykia ausgegraben. Ab 1992 wurden auf dem Palaikastro-Hügel durch ein griechisch-kanadisches Team systematische Grabungen unter der Leitung von Zizis Bonias und Jacques Perreault durchgeführt.

## Beschreibung

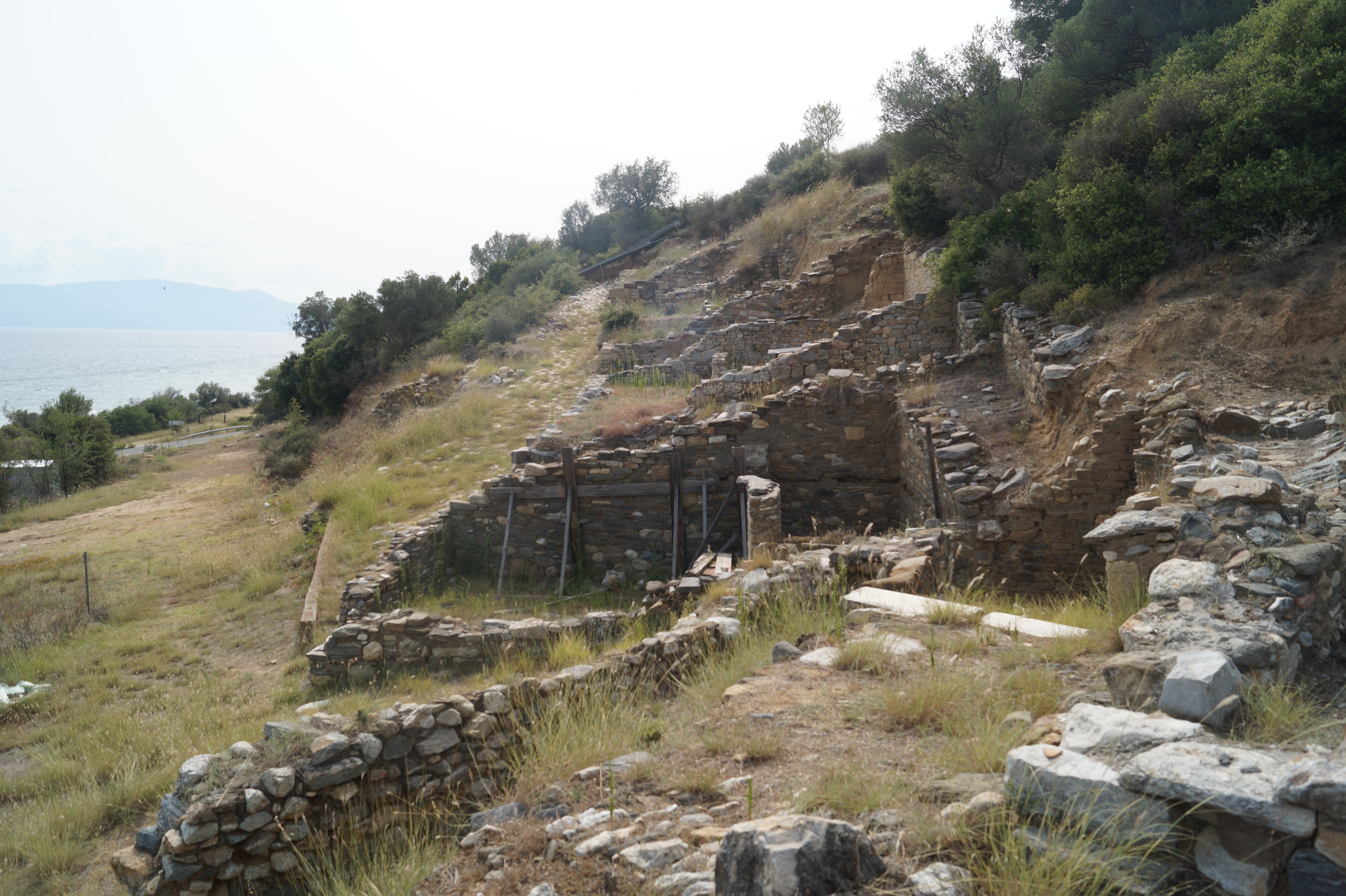
Archaische Häuser an der gepflasterten Straße

Auf der Akropolis fand man Reste aus dem 6. Jahrhundert v. Chr. von Gebäuden, die am Ende des Jahrhunderts zerstört wurden. Bedeutendster Fund ist ein massives, bollwerkartiges Gebäude von 14 m mal 14 m aus der hellenistischen Zeit. Es war sehr wahrscheinlich das Wohnhaus der Familie des Hetairos des Philipp II., der Argilos erhalten hatte. Im Erdgeschoss des Gebäudes gab es Einrichtungen zur Gewinnung von Olivenöl. Der Zugang zum Gebäude erfolgte von Süden. Im Vorraum gab es rechts eine massive Steintreppe, die in das erste Stockwerk führte, von welchem jedoch nichts mehr erhalten ist. Hinter dem Vorraum erreichte man den Innenhof, der auf allen Seiten von Räumen umgeben war. Im Innenhof fand man einen halben Pithos zum Auffangen des Öls und zwei Mühlsteine des Trapetum. Das Unterteil des Mahlwerks fand man im östlichen Raum. Das Gebäude ist heute durch ein Dach vor der Witterung geschützt. Südlich des Herrenhauses fand man ein öffentliches Gebäude. Möglicherweise handelt es sich um ein Heiligtum. Außerdem wurden kleine Häuser mit Innenhof aus der gleichen Zeit nachgewiesen.
Am südlichen Fuß des Palaiokastro-Hügels fand man eine 5 m breite gepflasterte Straße, die vom Hafen zur Akropolis führte. Auf beiden Seiten fand man Gebäude aus dem 6. Jahrhundert. v. Chr. Die Außenmauern der Häuser bestanden aus Stein, während die Innenmauern nur ein Steinfundament besaßen und der obere Teil aus Lehmziegeln gemauert war. Bei Haus A, das zuerst entdeckt wurde, konnte man drei Bauphasen feststellen. Das Haus wurde zunächst nach 550 v. Chr. mit einem Grundriss von 5 m mal 5 m errichtet. Nach der Zerstörung Ende des 6. Jahrhunderts v. Chr. wurde es in seiner jetzigen Größe wieder errichtet, wobei sich die Grundfläche fast verdoppelte.
Weiter westlich fand man Haus E von fast 100 m² Grundfläche. Es ist ein typisches Haus aus der Archaik mit einem großen Raum, von dem man zwei kleinere dahinterliegende Räume erreicht. Der Hauptraum verfügte über einen Kamin zum Kochen und eine Badewanne. Im Fundament des Hauses waren sechs Münzen deponiert worden. Vor dem Haus fand man zwei Antefixe vom Dach in Form eines Widderkopfs.
70 m südlich der breiten Straße entdeckten die Archäologen eine etwa 50 m lange Stoa. Etwa 75 m südwestlich, südlich der modernen Straße Ethniki Odos 2, fand man weitere Gebäudereste. Auch nördlich der Straße im Hügel, der von der modernen Straße angeschnitten wird, sieht man antike Hausmauern. Weitere Gebäudereste befinden sich etwa 300 m östlich der Stoa unterhalb der Straße. Östlich der Stadt fand man den Friedhof. Hier fand man monolithische Steinsarkophage aus dem 5. Jahrhundert v. Chr. Unter den Beigaben gab es Keramik aus weiten Teilen Griechenlands. Jedoch überwiegen die attischen Keramiken.